# Alcazar (discotheek)

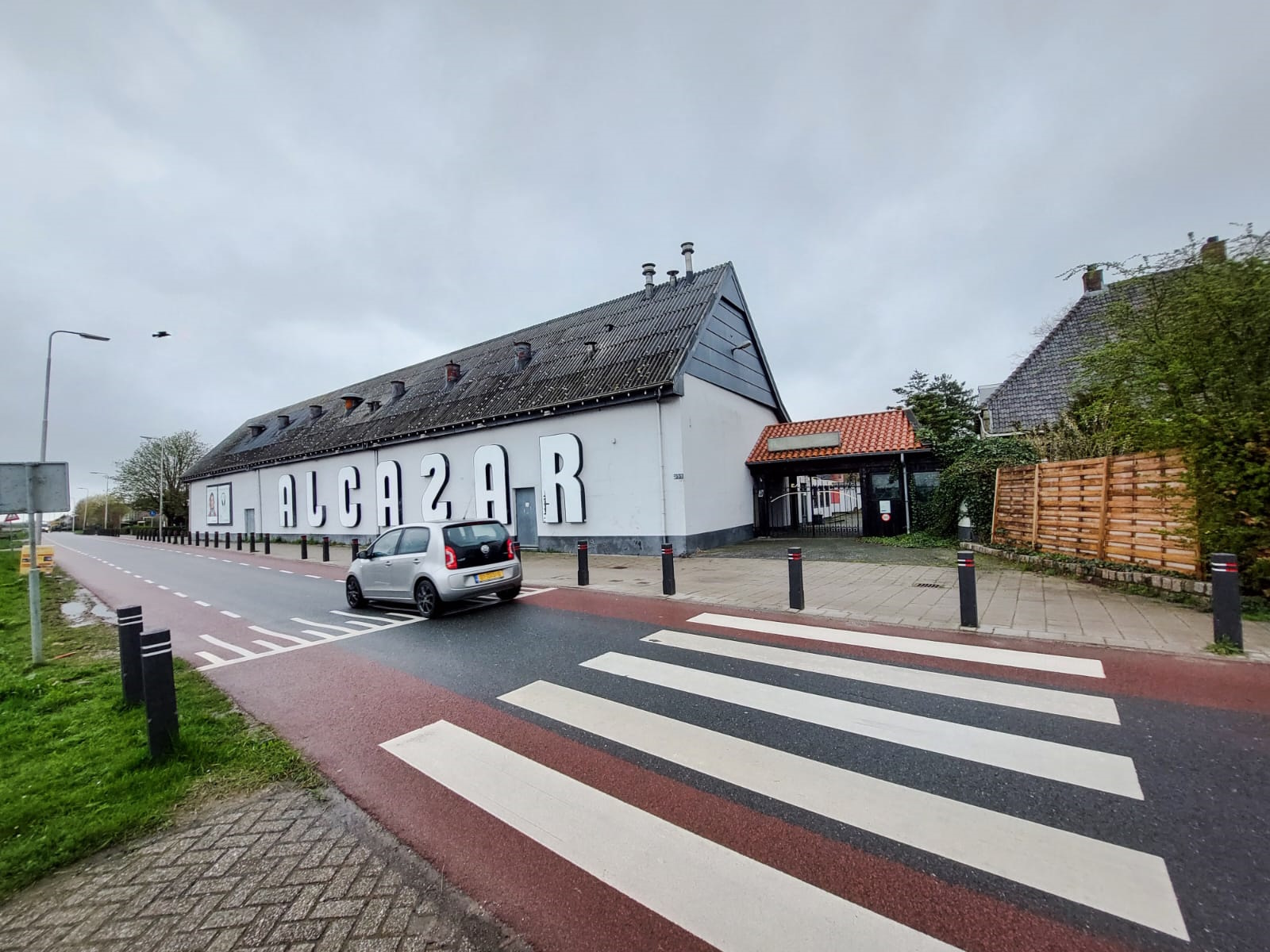
Alcazar in Puttershoek

Alcazar was een discotheek in de Nederlandse plaats Puttershoek. De discotheek werd in 1981 geopend aan de Groeneweg in een voormalige boerderij.
In de jaren 80 was het met een capaciteit van 3.000 bezoekers één van grootste discotheken van Europa. Er traden artiesten op uit Nederland zoals de Dolly Dots, Hans de Booij, Time Bandits, Mai Tai, Het Goede Doel, Lee Towers, Marco Borsato en Lois Lane en artiesten uit het buitenland zoals The Flirts, Sylvester, Viola Wills, Divine, Odyssey en Alisha.
Van 1983 tot en met 1997 werd in Alcazar een jaarlijkse dansmarathon georganiseerd. Tijdens de vijftiende en laatste dansmarathon, dansten 11 deelnemers 115 uur non-stop en bereikten daarmee een vermelding in het Guiness Book of Records.
In 2010 veranderde de uitgaansgelegenheid van eigenaar in verband met een faillissement en werd het een evenementencentrum en restaurant. In 2018 is Alcazar verkocht aan een projectontwikkelaar met plannen voor woningbouw. In augustus 2021 werd het evenementencentrum gesloten. Het leegstaande gebouw was vanaf januari 2022 voor de GGD een priklocatie. In 2024 is het gebouw gesloopt.